# Lucien Morisse
Pour les articles homonymes, voir Morisse.
Lucien Morisse, né Lucien Trzesmienski le 9 mars 1929 dans le 11e arrondissement de Paris et mort le 11 septembre 1970 dans la même ville, a été directeur des programmes, avant Claude Agnely, puis directeur général à Europe no 1 et le directeur général du label discographique français « Disc'AZ ». Il a découvert de nombreux artistes dont Marino Marini, Dalida, Petula Clark, Christophe, Pascal Danel, Nicole Rieu, Saint-Preux, Michel Polnareff, Gilles Marchal, Hubert Wayaffe, Micberth, Michel Cogoni.

## Biographie
Discothécaire à la RTF, Lucien Morisse est remarqué par Pierre Sabbagh qui lui confie, en 1950, l’illustration sonore, à l’époque assurée en direct, du journal télévisé. Il est appelé, en 1956, par les fondateurs d'Europe no 1 pour donner un style de radio populaire et vivant ; il a été pour beaucoup dans le succès de la jeune station[réf. nécessaire]. Alors qu'il est marié et père d'une fille, Catherine, il rencontre Dalida et décide de promouvoir sa carrière[source insuffisante].
Lucien Morisse est celui qui importe en France la playlist, en vigueur sur les radios américaines, dont le principe est de multi-diffuser un titre afin d'en faire un tube.
En octobre 1960, Lucien Morisse, alors responsable de la programmation musicale d'Europe no 1 et animateur de l'émission Le Discobole, casse en direct le troisième disque de Johnny Hallyday. Arlette Tabard, secrétaire générale à la Sacem, témoigne : « Très vite, j'ai commencé à réaliser son émission Le Discobole, avec Jean Peigné. C'est là qu'il a cassé le disque de Johnny en s'exclamant à l'antenne : « Voilà un disque que vous entendez pour la première et la dernière fois ! ». C'est l'une des rares fois où l'on s'est engueulés. C'était en fait une provocation de sa part ! » Le disque de Johnny Hallyday en question, Itsy bitsy, petit bikini, présenté en avant première, est en concurrence avec celui de Dalida (sorti un mois plus tôt). Or à l'époque, Lucien Morisse partage la vie de Dalida, ce qui peut expliquer sa vive réaction.
Lucien Morisse suscite la création de l’émission Pour ceux qui aiment le jazz de Daniel Filipacchi et Franck Ténot, de Musicorama, puis celle d’un programme spécialement destiné aux adolescents qu’il baptise lui-même Salut les Copains (en référence à un titre de Gilbert Bécaud).
Le 8 avril 1961, il divorce de sa première femme et épouse Dalida après cinq ans de vie commune, mais leur mariage ne dure que quelques mois, Dalida l'ayant quitté pour Jean Sobieski. En 1963, il épouse la mannequin Agathe Aëms. Ils ont deux enfants.

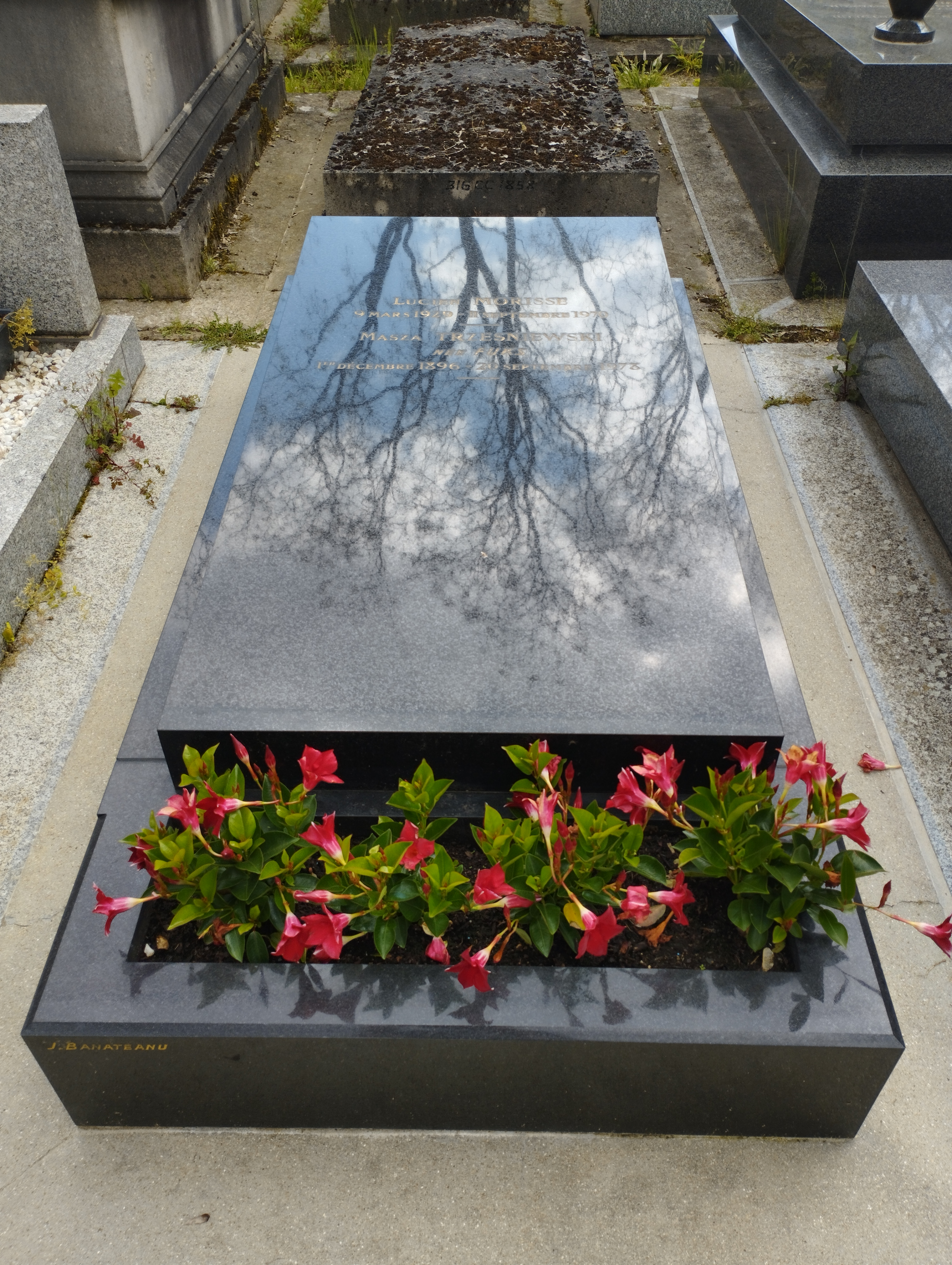
Tombe de Lucien Morisse au cimetière du Montparnasse (division 12).

Lucien Morisse se suicide par arme à feu, le 11 septembre 1970, dans son appartement du 7 rue d'Ankara à Paris, à l'âge de 41 ans. Il est inhumé au cimetière du Montparnasse (division 12).
Michel Polnareff compose la chanson Qui a tué grand-maman ? (1971, album Polnareff's) en sa mémoire.
Sa fille Catherine Morisse-Lajeunesse dirige la société de production de films C2M Productions.